# 우아스코
우아스코(스페인어: Huasco)는 칠레 아타카마 주 우아스코 현에 위치한 도시로 면적은 1,601.4km2, 높이는 30m, 인구는 8,977명(2012년 기준)이다.